# كينتيلا دي ليرادو
بلدية كينتيلا دي ليرادو (بالإسبانية: Quintela de Leirado) هي بلدية تقع في مقاطعة أورينسي التابعة لمنطقة غاليسيا شمال غرب إسبانيا.

## الديموغرافيا
بلغ عدد سكان بلدية كينتيلا دي ليرادو 724 نسمة عام 2011 (وفقاً للمعهد الوطني للإحصاء الإسباني).
| 1.030 | 981 | 907 | 814 | 801 | 754 | 724 |